# Wachet auf, ruft uns die Stimme, BWV 140
Wachet auf, ruft uns Stimme, BWV 140 (Desperteu-vos, ens crida la veu),
 és una cantata religiosa de Johann Sebastian Bach per al vint-i-setè diumenge després de la Trinitat, estrenada a Leipzig, el 25 de novembre de 1731.

## Origen i context
L'autor, anònim –sense descartar que sigui de Picander–, empra les tres estrofes de l'himne homònim de Philipp Nicolai (1599) per als números 1, 4 i 7 de la cantata, i passatges del Càntic dels Càntics en els recitatius i les àries. El text fa referència a l'evangeli del dia Mateu (25, 1-13) que narra la Paràbola de les deu verges. La llargada de les tres estrofes, l'amplada de l'alè melòdic i l'amor de Jesús, presentat com un amor cortès –l'ànima del creient és la núvia de Jesús– donen a l'obra una envergadura poc habitual, amb tres números del cor –inicial, central i final– que corresponen a cadascuna de les tres estrofes de l'himne; entre aquests números s'intercalen dues parelles de recitatiu i ària. Per a aquest diumenge no es conserva cap altra cantata, ja que un vint-i-setè diumenge de la Trinitat només és possible si la Pasqua cau entre el 22 i 26 de març; fou reposada l'any 1742. No es conserva la partitura original ni cap còpia feta en vida de Bach, la més antiga coneguda, que pertanyé a Mendelssohn, és de l'any 1755; és una de les cantates més populars de Bach i de les que es disposa d'un nombre més gran de gravacions.

## Anàlisi
Obra escrita per a soprano, tenor, baix i cor; trompa, dos oboès, oboe da caccia, violí picolo, corda i baix continu. Consta de set números.
1. Cor: Wachet auf, ruft uns Stimme (Desperteu-vos, ens crida la veu)
2. Recitatiu (tenor): Er kommt, er kommt (Ja ve)
3. Ària (duet de soprano i baix): Wenn kömmst du, mein Heil? (Quan vindràs, Salvador meu?)
4. Coral: Zion hört die Wächter singen (Sió escolta el cant dels vigies)
5. Recitatiu (baix): So geh herein zu mir (Atansa't doncs cap a mi)
6. Ària (duet de soprano i baix): Mein Freund ist mein (El meu Amic és meu)
7. Coral: Gloria sei dir gesungen (Que la teva Glòria sigui cantada)

En el cor inicial, amb l'oboè i les cordes, el text i els interludis s'estructuren vers a vers, com en un preludi coral formant un conjunt de set parts, tantes com la mateixa cantata. Els dotze cops, amb un ritme puntejat, que se senten en els quatre primers compassos, semblen simbolitzar la mitjanit, anunciant l'arribada inesperada del nuvi; les altres veus del cor i el tema instrumental s'inspiren en la melodia del càntic. El recitatiu de tenor, número 2, no té res a destacar i dona pas a l'ària següent, un duet de soprano, que personifica l'ànima, i el baix, que com és habitual, representa Jesús. Les dues veus, amb un solo del violí picolo, desenvolupen un diàleg de gran lirisme, amb text del Càntic dels càntics. El número 4, és una de les peces més famoses de Bach, de la que s'han fet una gran nombre de versions, la primera del mateix compositor, com un dels sis números dels Corals Schübler (BWV 645). Consta de tres parts, i en la central –entre la melodia tocada per la corda i el baix a l'uníson– el tenor canta, de manera exuberant, la segona estrofa de l'himne. En el recitatiu que segueix, el baix, amb tota la corda, fent de nuvi reclama la presència de la núvia (soprano) i plegats canten l'ària del número 6, un duet ple d'expressions d'amor –que recorden una escena d'òpera– i proclamen la voluntat de romandre junts; hi destaca una vocalització sobre weiden (gaudiràs), en referència a les roses celestials. El coral final entona tot apassionat, el text Gloria sei dir gesungen (Que la teva Glòria sigui cantada), entre crits de joia i alegria (Io, io), amb la melodia de Nicolai reforçada per tot el conjunt instrumental. Té una durada de quasi mitja hora.

## Discografia seleccionada
- J.S. Bach: Das Kantatenwerk. Sacred Cantatas Vol. 8. Nikolaus Harnoncourt, Tölzer Knabenchor (Gerhard Schmidt-Gaden, director), Concentus Musicus Wien, Alan Bergius, (solista del cor), Kurt Equiluz, Thomas Hampson. (Teldec), 1994.
- J.S. Bach: The complete live recordings from the Bach Cantata Pilgrimage. CD 51: Winchester Cathedral; 26 de novembre de 2000. John Eliot Gardiner, Monteverdi Choir, English Baroque Soloists, Susan Hamilton, William Kendall, Peter Harvey. (Soli Deo Gloria), 2013.
- J.S. Bach: Complete Cantatas Vol. 21. Ton Koopman, Amsterdam Baroque Orchestra & Choir, Sandrine Piau, James Gilchrist, Klaus Mertens. (Challenge Classics), 2006.
- J.S. Bach: Cantatas Vol. 52. Masaaki Suzuki, Bach Collegium Japan, Hana Blazikova, Gerd Türk, Peter Kooij. (BIS), 2013.
- J.S. Bach: Church Cantatas Vol. 44. Helmuth Rilling, Gächinger Kantorei, Bach-Collegium Stuttgart, Arleen Augér, Aldo Baldin, Philippe Huttenlocher. (Hänssler), 1999.
- J.S. Bach: Cantatas for the Liturgical Year, Vol. 15. Sigiswald Kuijken, La Petite Bande, Yeree Suh, Chrsitoph Genz, Jan Van der Crabben. (Accent), 2012.
- J.S. Bach: Sacred Masterpieces CD 21. John Eliot Gardiner, Monteverdi Choir, English Baroque Soloists, Ruth Holton, Anthony Rolfe Jonhson, Stephen Varcoe. (Archiv Produktion), 2010.
- J.S. Bach: Cantatas BWV 80, 140, 147 & Jesu, meine Freude. Wolfgang Gönnenwein, South German Madrigal Choir, Instrumentalists Consortium Musicum, Elly Ameling, Theo Altmeyer, Hans Sotin. (EMI), 2005.
- J.S. Bach: 6 Favourite Cantatas. Joshua Rifkin, Bach Ensemble, Julianne Baird, Jeffrey Thomas, Jan Opalach. (Decca), 1997.